# Eraniel
Eraniel är en ort i Indien.   Den ligger i distriktet Kanniyakumari och delstaten Tamil Nadu, i den södra delen av landet, 2 300 km söder om huvudstaden New Delhi. Eraniel ligger 43 meter över havet och antalet invånare är 9 844.
Terrängen runt Eraniel är varierad. Runt Eraniel är det mycket tätbefolkat, med 1 632 invånare per kvadratkilometer. Närmaste större samhälle är Nagercoil, 13,4 km öster om Eraniel. I omgivningarna runt Eraniel växer i huvudsak städsegrön lövskog.